# Evadarea perfectă
Evadarea perfectă (titlu original: The Perfect Escape sau Stormy Nights) este un film britanic și românesc de comedie din 2023 regizat de Cristina Jacob. Rolurile principale au fost interpretate de actorii Giorgia Sinicorni, Nigel Whitmey, Stacy Thunes. Scenariul este scris de Tim John și Andreea Georgescu. 
Actorii Bogdan Iancu și Aggy K. Adams au mai jucat anterior în filmul Oh, Ramona! regizat de Cristina Jacob.
Filmul este produs de Jacob Brothers și Zazu Film și este distribuit de Jacob Brothers.

## Distribuție

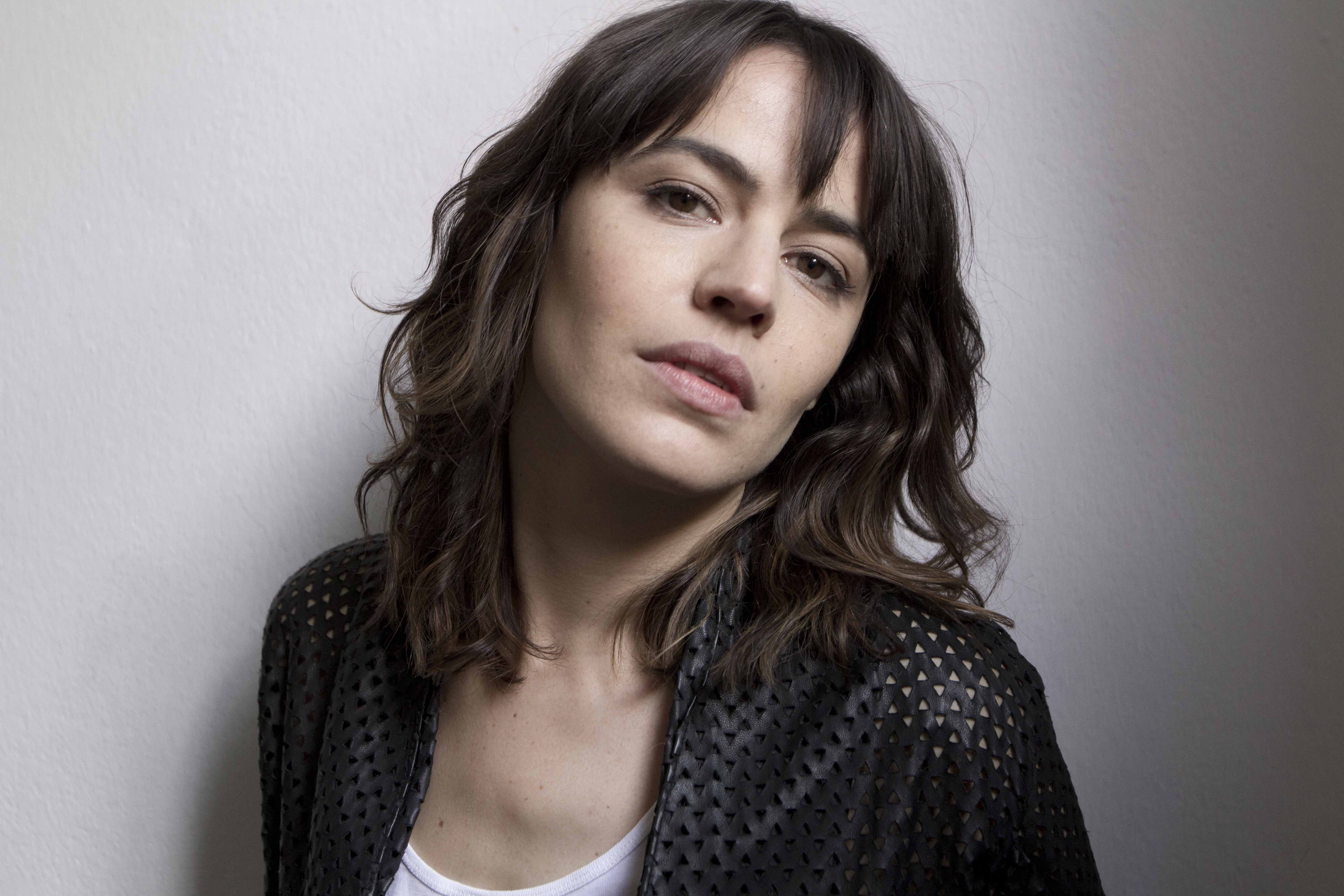
Giorgia Sinicorni

- Giorgia Sinicorni – Susanna
- Nigel Whitmey – Scott
- Stacy Thunes – Britta
- Aggy K. Adams – Franky
- Maëva Demurger – 	Laura
- Laura Hamisultane – Alessa
- Mark Holden – Joel
- Bogdan Iancu – Sebastian
- Howard Dell – Victor
- George Pistereanu – Taxi Driver